# Humphry Osmond
Humphry Fortescue Osmond (* 1. Juli 1917 in Surrey; † 6. Februar 2004 in Appleton) war ein britischer Psychiater. Er erforschte die Wirkung halluzinogener Drogen auf die menschliche Psyche und half bei der Entdeckung von Adrenochrom. Sein Interesse galt auch den psychologischen Aspekten innerhalb einer sozialen Umgebung und deren Einfluss auf das Wohlbefinden und die Genesung von Patienten in Psychiatrischen Kliniken.
Am bekanntesten wurde Osmond durch die Einführung des Begriffs psychedelic (dt.: psychedelisch) in der Psychiatrie.

## Leben
Osmond besuchte die Haileybury Schule in Hertfordshire. Als junger Mann studierte er Medizin in der Guy‘s Hospital Medical School am King’s College London. Während des Zweiten Weltkriegs beendete er seine Ausbildung zum Psychiater und war als Militärarzt im Rang eines Leutnants bei der Marine. Nach dem Krieg arbeitete er in der St George‘s Universität in London. Dort begann er mit seinen Studien zur pharmazeutischen Behandlung von psychischen Erkrankungen.

### Forschung mit Halluzinogenen
In London entdeckten Osmond und sein Kollege John Smythies, dass die Symptome der Schizophrenie denen der Wirkung halluzinogener Drogen ähnlich waren. Sie machten es sich zur Aufgabe, diese Ähnlichkeiten genauer zu untersuchen und zu erforschen, ob es einen Zusammenhang gab. Dabei stießen sie auf Gemeinsamkeiten in der molekularen Struktur von Adrenalin und Meskalin. Im Jahr 1952 formulierte Osmond die These, dass möglicherweise biochemische Stoffe für die Schizophrenie verantwortlich sein könnten.
Anschließend ging Osmond nach Saskatchewan in Kanada und arbeitete dort im Weyburn Mental Hospital. Er fand dort optimale Bedingungen vor, die es ihm ermöglichten, seine Arbeit fortzuführen. Zusammen mit Abram Hoffer erforschte Osmond 1953 die Behandlung von Alkoholismus mithilfe von LSD.

Im gleichen Jahr nahm der Schriftsteller Aldous Huxley Kontakt mit Osmond auf. Huxley hatte in seinem Roman Schöne neue Welt von 1939 eine Gesellschaftsform beschrieben, in der Drogen als Mittel zur sozialen Kontrolle eingesetzt wurden. Er war an den Arbeiten von Osmond interessiert und bot sich ihm als Versuchsperson an. Osmond war davon zunächst nicht begeistert und erklärte:

„Mir hat die Möglichkeit nicht gefallen, wie entfernt auch immer, der Mann zu sein, der Aldous Huxley in den Wahnsinn trieb.“

 Letztendlich gab Osmond dem Wunsch von Huxley nach. Im Mai 1953 nahm Huxley in seinem Haus in Hollywood Hills in Kalifornien unter kontrollierten Bedingungen, die von Osmond überwacht wurden, erstmals Meskalin. Seine Erfahrung beschrieb Huxley in seinen beiden Essays The Doors of Perception und Heaven and Hell.
Im Jahr 1954 veröffentlichten Osmond und Smythies zusammen mit Abram Hoffer die Adrenochromhypothese. Adrenochrom sei danach ein körpereigener Stoff, der in bestimmten Mengen zu Halluzinationen führen könne. Dies, so die Annahme, sei die Ursache für Schizophrenie.

### Psychedelisch
Der Psychiater Paul Hoch entdeckte wie Osmond bei seinen Forschungen, dass es sich bei LSD um eine Droge handelte, deren Wirkung psychotischen Reaktionen ähnelte. Er erfand als Bezeichnung für die Wirkung von LSD den Begriff psychotomimetisch, was so viel bedeutet wie eine Psychose nachahmend. Osmonds Arbeiten hatten sich durch den Kontakt mit Huxley verändert. Er hielt es für möglich, dass LSD bei Menschen eine religiöse Erfahrung hervorrufen könne. Damit wäre die Droge mehr als nur ein Mittel, das eine psychische Krise imitieren konnte. Osmond hielt den Begriff psychotomimetisch fortan für zu eng gefasst und durch den Bezug zum Wortstamm „Psycho“ als negativ belastet. Aus einem Briefwechsel mit Aldous Huxley entwickelte er schließlich den Begriff psychedelisch.

## Leistungen
Seine biochemischen Arbeiten auf molekularer Ebene machten ihn auf diesem Gebiet zu einem der Pioniere in der psychiatrischen Forschungsarbeit.
Während seiner Forschung mit halluzinogenen Drogen ersetzte Osmond den bisher gebräuchlichen Begriff psychotomimetisch durch psychedelisch. Dieser Begriff etablierte sich nicht nur in der Psychiatrie, sondern fand auch im kulturellen Zusammenhang Verwendung.

## Werke

### Bücher
- How to Cope With Illness (1979)
- How to Live With Schizophrenia (1974)
- Models of madness, models of medicine (1974)
- Understanding Understanding (1973)
- Psychedelics: The Uses and Implications of Hallucinogenic Drugs (editor, 1971)
- The Hallucinogens (1967)

### Artikel
- Excerpt from Psychedelics (1971)
- Some problems in the use of LSD 25 in the treatment of alcoholism (1967)
- A comment on some uses of psychotomimetics in psychiatry (1967)
- What Is Schizophrenia? (1966)
- Commentary on "Meaning and the Mind Drugs" (1965)
- Peyote Night (1961)
- A Review of the Clinical Effects of Psychotomimetic Agents [excerpt] (1957)
- Research on schizophrenia (1956)